# Setzin
Setzin ist ein Ortsteil der Gemeinde Toddin im Landkreis Ludwigslust-Parchim in Mecklenburg-Vorpommern (Deutschland).

## Geografie

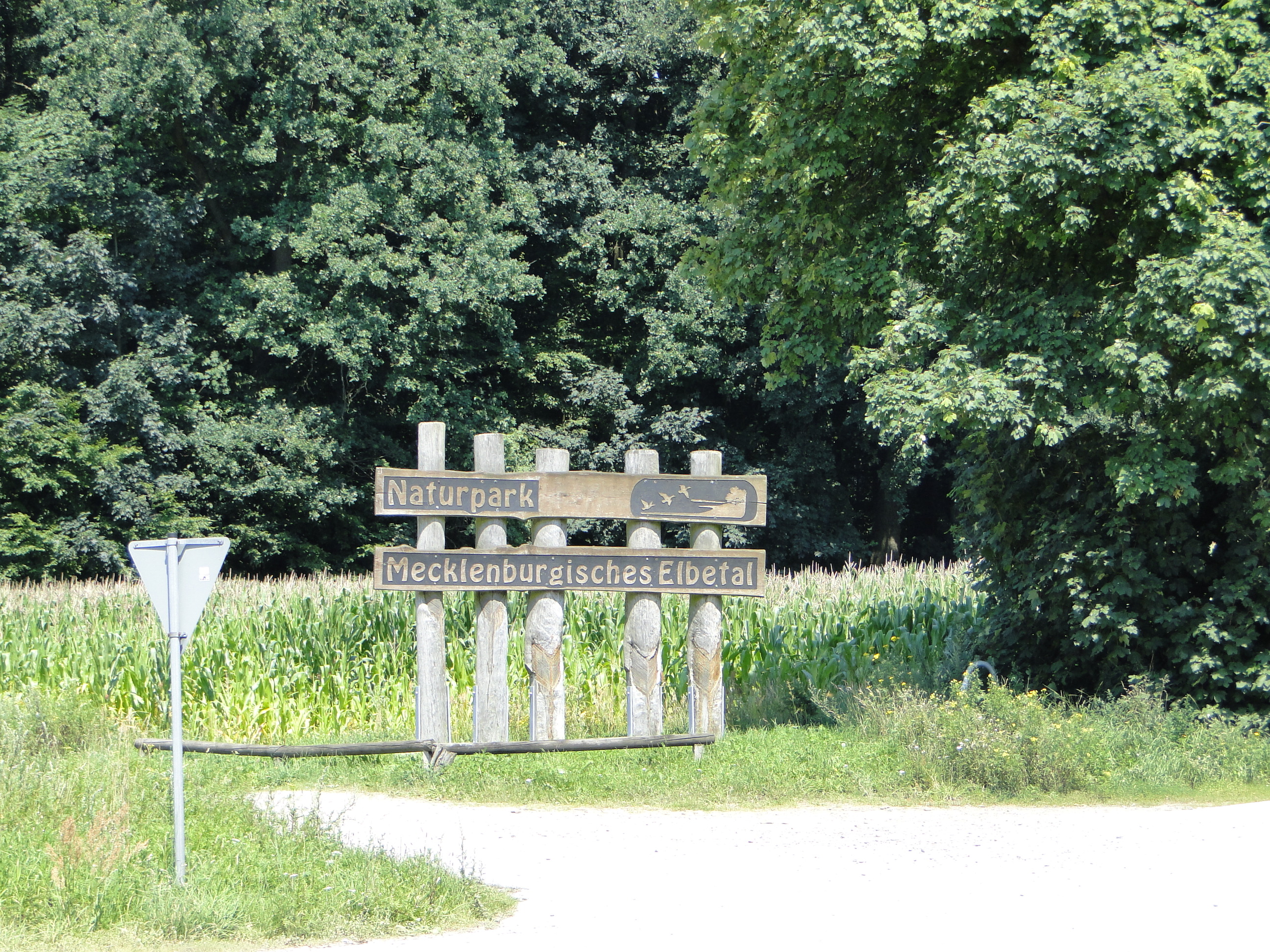
Markierung Beginn Naturpark Mecklenburgisches Elbetal bei Setzin

Setzin liegt wenige Kilometer westlich von Hagenow. Innerhalb des Gemarkung Setzin fließen De Beck und weitere Gräben. Die Bundesstraßen 5 und 321 sind jeweils nur etwa drei Kilometer entfernt.

## Geschichte
Bedeutende Grabfunde in der Umgebung, in Körchow, Pritzier und auf Setziner Gebiet, weisen auf den Siedlungsraum der germanischen Stämme der Langobarden und Goten seit der Bronzezeit hin. Nach der Völkerwanderung, während der die hier ansässigen Germanen wegen vermuteter Klimaverschlechterungen nach Süden zogen, drangen nach und nach slawische Stämme in das Gebiet des heutigen Mecklenburg ein. Aufzeichnungen lassen vermuten, dass sich vom 7. bis ins 10. Jahrhundert eine Slawenburg in der Gemarkung befunden hat, von der heute nur noch ein Wall zeugt.
Setzin und Schwaberow wurden 1230 im Ratzeburger Zehntregister  als Cetsin und Scarbenowe erstmals urkundlich erwähnt. Beide Dörfer waren ursprünglich als Rundlinge angelegt. In der Gegend entstanden einige Glashütten sowie Güter mit Herrenhäusern in Setzin und Grünhof.
Das Grünhofer Herrenhaus ließen die DDR-Behörden abreißen, weil man vom oberen Stockwerk in die Schießbahn des nahen Truppenübungsplatzes der Nationalen Volksarmee Einblick hatte.
Auf dem Gut Setzin lebte von 1830 bis 1853 Friedrich Adolph Gottlieb von Eyben; dann wurde es von Heinrich von Döring (1805–1880) erworben, und bis 1901 lebte hier dessen Sohn Heino von Döring mit Familie. Er war Kammerherr beim Großherzog von Mecklenburg, musste aber nach einer Affäre sein Gut verkaufen und Mecklenburg verlassen. Der Hamburger Bankier Max von Schinckel wurde Folgeeigentümer. Ende der 1920er Jahre, kurz vor der großen Wirtschaftskrise, umfasste der Besitz Setzin 863 ha Land. Davon waren 84 ha Waldbesitz. Betrieben wurde eine intensive Viehwirtschaft. Zum Gutskomplex gehörten 107 ha Bauernland. Die Leitung führte Verwalter C. Pechel. Die Begüterung war allod und ein Familienfideikommiss. Als Eigentümer weist das letztmals publizierte Mecklenburgische Güteradressbuch Ernst von Schinckel-Kartzitz (1889–1945) aus. Im Ort bestanden des Weiteren drei Höfe mit 15 ha der Familien K. Riechert, G. Rump sowie H. Stützer. Von 1934 bis 1945 gehörte das Gut dem Margarineproduzenten der Walter Rau Lebensmittelwerke. Am 3. Mai 1945 wurde es von amerikanischen Truppen besetzt und geplündert. Nach Abzug der Amerikaner besetzten die Russen das Gut. Kurze Zeit später flüchteten die meisten Arbeiter des Gutes in den Westen. Der eingesetzte Verwalter des Gutes, Studt, durfte von den Russen unbehelligt mit zwei Pferdegespannen nach Ostmecklenburg abziehen, wo er vor 1934 schon gearbeitet hatte. Durch die sogenannte Bodenreform wurden die wirtschaftlichen Strukturen zerschlagen und das Land erhielten Flüchtlinge und Vertriebene aus Ostdeutschland. Zunächst gab es für die „Neusiedler“ auf dem Hof eine Maschinenausleihstation für Traktoren und Landmaschinen. Später befanden sich auf dem Hof des Setziner Gutes bis zur Wende ein KfL-Ersatzteillager und Werkstätten. Auch wurden hier Lehrlinge aus den sozialistischen Staaten untergebracht und ausgebildet. Die neogotische Fassade des Setziner Herrenhauses, die einst das malerische Aussehen eines englischen Landsitzes hatte, wurde 1959 entfernt und durch einen grauen Putz ersetzt, durch den das Gebäude ein kasernenähnliches Erscheinungsbild bekam. Das ortsbildprägende Ensemble des Gutshofes mit seinen noch vorhandenen Wirtschaftsgebäuden steht unter Denkmalschutz. Durch die 2002 erfolgte Privatisierung stand eine Rekonstruktion des Herrenhauses in Aussicht. Das Vorhaben scheiterte jedoch und nahezu das gesamte Gebäude ist eingestürzt.
Setzin ist von je her land- und forstwirtschaftlich geprägt. Erst zu Anfang des 20. Jahrhunderts begann die Besiedlung des heutigen Ortsteils Ruhetal, Bauernhöfe mit Stall und Scheune im Gemeindegebiet wurden erst 1939 bis 1941 errichtet.
Zum 26. Mai 2019 fusionierte die Gemeinde mit der östlich angrenzenden Nachbargemeinde Toddin zu einer neuen Gemeinde Toddin. Zur Gemeinde Setzin gehörten die Ortsteile Grünhof, Ruhetal und Schwaberow sowie die Siedlung Clausenheim. Sie wurde vom Amt Hagenow-Land mit Sitz in der Stadt Hagenow verwaltet.

## Persönlichkeiten
- Heinrich von Döring (* 1805; † 1880 in Setzin), Amtmann in Cismar